# Incidente della USS Stark
L'incidente della USS Stark è stato un episodio della guerra Iran-Iraq. Il 17 maggio 1987 la fregata statunitense USS Stark fu colpita da un aereo iracheno con due missili Exocet, causando la morte di 37 marinai ed il ferimento di altri 21. Benché le cause dell'attacco non siano mai state pienamente accertate, si presume che la nave statunitense fosse stata erroneamente scambiata per una petroliera iraniana.